# Karl Diebitsch
Karl Diebitsch (ur. 3 stycznia 1899 w Hanowerze, zm. 6 sierpnia 1985 w Kreuth) – niemiecki artysta, dyrektor i współzałożyciel fabryki porcelany Allach oraz oficer Schutzstaffel, odpowiedzialny za zaprojektowanie kordzika SS i czarnego munduru Allgemeine-SS.

## Życiorys
Diebitsch urodził się 3 stycznia 1899 w Hanowerze, gdzie też ukończył szkołę. Po zakończeniu nauki rozpoczął praktykę malarską, jednak nie mógł jej kontynuować do czasu zakończenia I wojny światowej ze względu na zwerbowanie do Cesarskiej marynarki wojennej. Po zakończeniu wojny przeniósł się do Monachium, by studiować na tamtejszej Akademii Sztuk Pięknych. W latach 1927–1931 obejmował stanowisko kierownika pracowni malarstwa porcelany.

### Nazistowska działalność

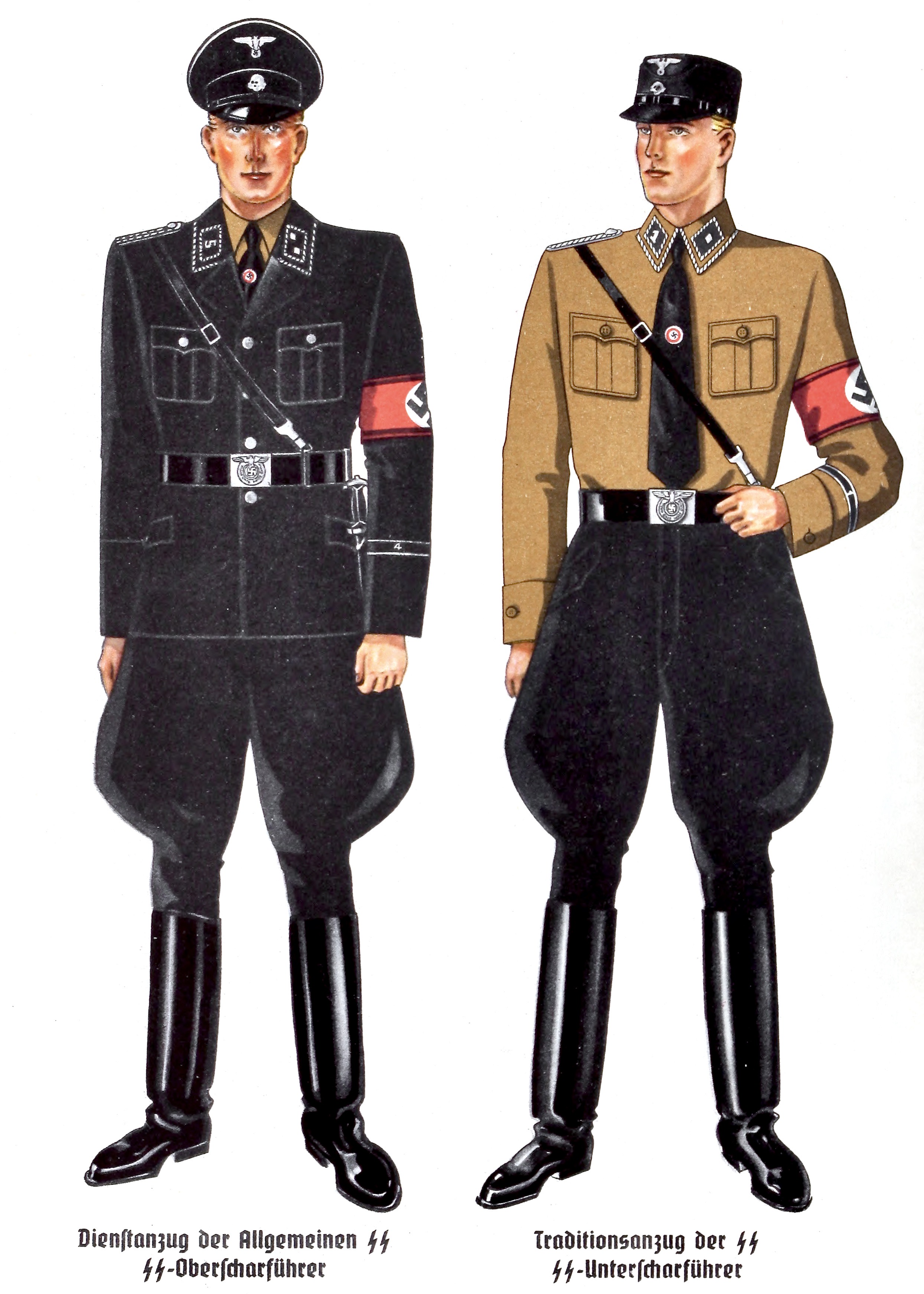
Mundury Allgemeine-SS

1 maja 1920 roku, Karl Diebitsch dołączył do NSDAP. W latach 1920–1923 należał do Freikorps. W 1921 brał udział w walkach we Wrocławiu. Po dojściu Adolfa Hitlera do władzy w 1933 roku przeniósł się do Berlina i tam dołączył do Reichsverband bildender Künstler Deutschlands (Krajowego Stowarzyszenia Niemieckich Artystów Wizualnych). W 1932 Karl Diebitsch wraz z Waltherem Heckiem zaprojektowali czarny mundur dla Allgemeine-SS. Diebitsch ubiegał się o dołączenie do SS we wrześniu 1933 roku, ale wstąpił w szeregi organizacji dopiero 9 września 1934 roku, pod numerem członkowskim 141 990. Tego samego dnia Himmler awansował go do stopnia SS-Untersturmführera. Pełnił funkcję osobistego doradcy w sprawach artystycznych w biurze Heinricha Himmlera pod tytułem profesora. Od 1939 dowodził 11 batalionem SS-Totenkopfverbände w Poznaniu. 1 marca 1940 został wcielony do Waffen-SS. Tytuł „Kierownika Wydziału ds. Artystyczno-Architektonicznych” otrzymał od Reichführera-SS w 1942 roku.
| data             | stopień uzyskany       |
| ---------------- | ---------------------- |
| 9 września 1934  | SS-Untersturmführer    |
| 20 kwietnia 1935 | SS-Obersturmführer     |
| 1 stycznia 1936  | SS-Hauptsturmführer    |
| 9 listopada 1936 | SS-Sturmbannführer     |
| 25 lipca 1937    | SS-Obersturmbannführer |
| 20 kwietnia 1939 | SS-Standartenführer    |
| 20 kwietnia 1944 | SS-Oberführer          |

### Lata wojenne i dalsze losy
Poza byciem artystą, Diebitsch służył jako oficer rezerwy w Waffen-SS. Został przydzielony do SS-Totenkopfverbände, 5 Dywizji Pancernej SS „Wiking” oraz Pułku SS Germania. Po II wojnie światowej pracował w fabryce porcelany Heinrich & Co w Selb. Zmarł w sierpniu 1985 roku w Kreuth w Bawarii.

## Działalność artystyczna

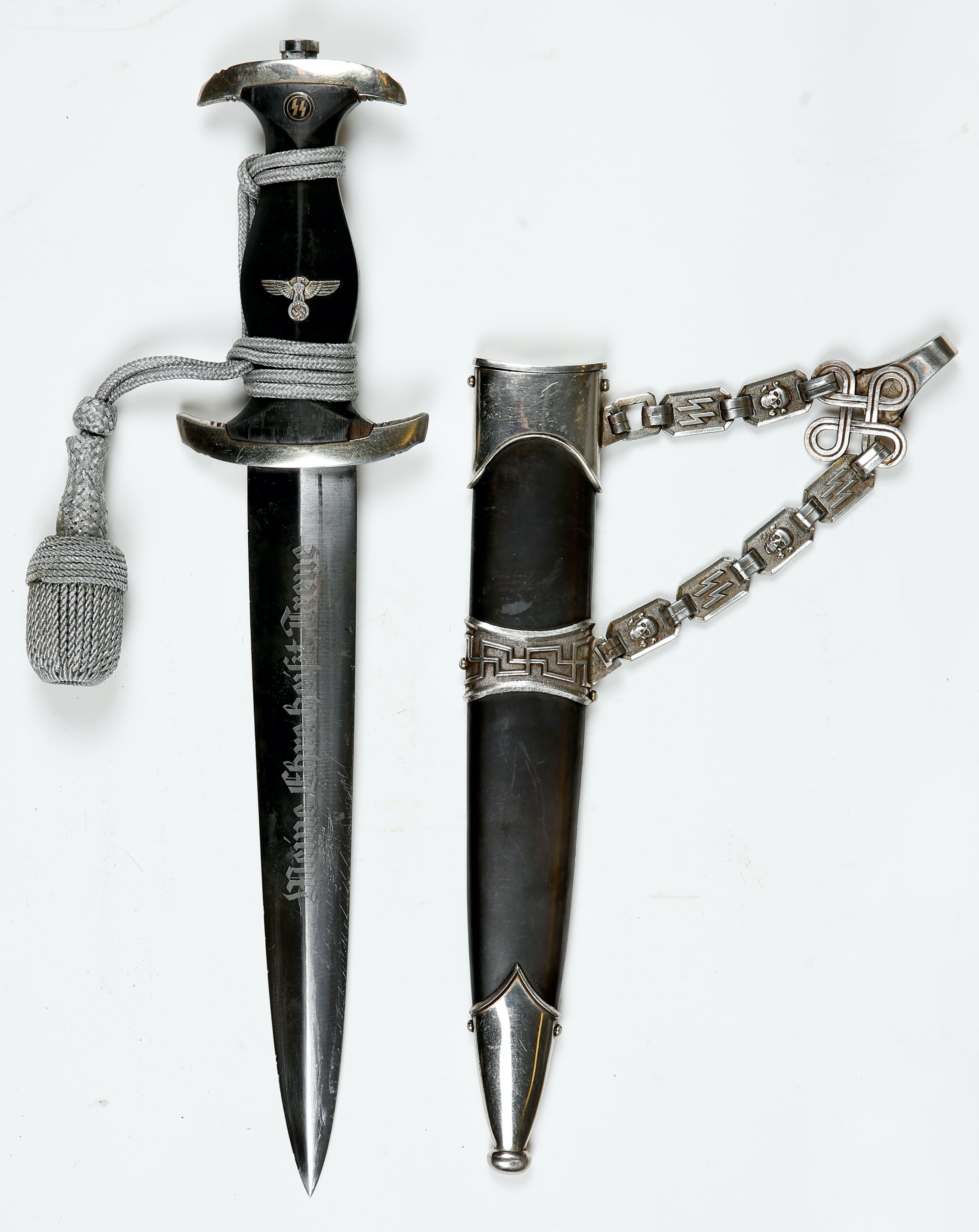
Kordzik autorstwa Diebitscha

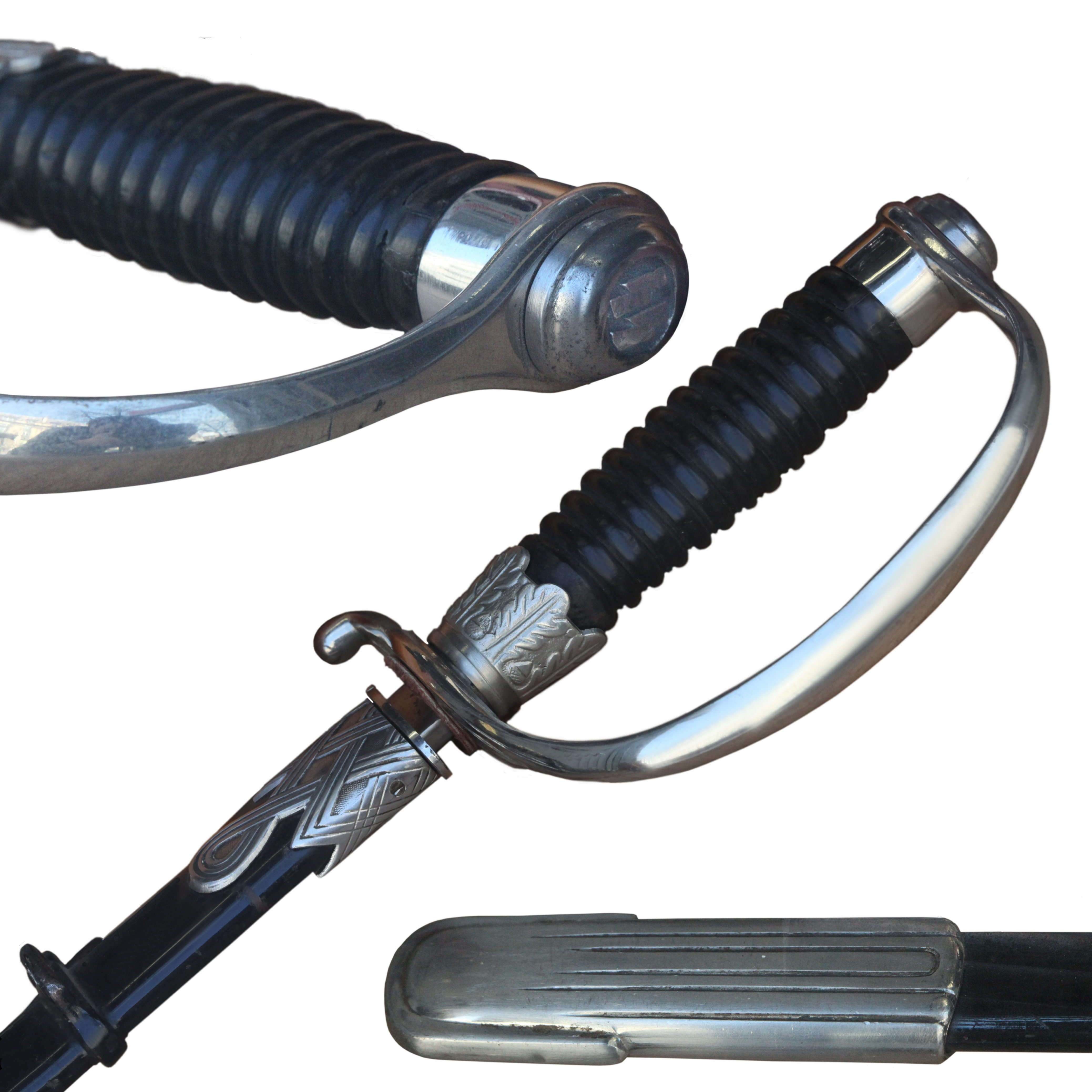
Rękojeść honorowej szabli SS, zaprojektowanej przez Karla Diebitscha

Karl Diebitsch był dyrektorem fabryki porcelany Allach, aż do 1936 roku, kiedy to fabryka została przeniesiona do Dachau. Tego samego roku zaprojektował on model kordzika SS M36 oraz rękojeść do honorowej szabli SS „Ehrendegen Reichsführer-SS”. Oprócz produkowania porcelany zajmował się też tworzeniem znaczków pocztowych dla Deutsche Reichspost oraz gobelinów dla wysoko postawionych nazistów w tym m.in. Heinircha Himmlera i Rudolfa Heßa. W 1938 roku, otrzymał jedną z największych nagród w Domu Sztuki w Monachium za jego obraz „Mutter” (Matka). W 1939 Diebitsch zaprojektował logo dla Ahnenerbe. Będąc w Monachium, zaprojektował wszystkie cztery klasy Odznaki za Służbę w SS.